# タマモクマオウ

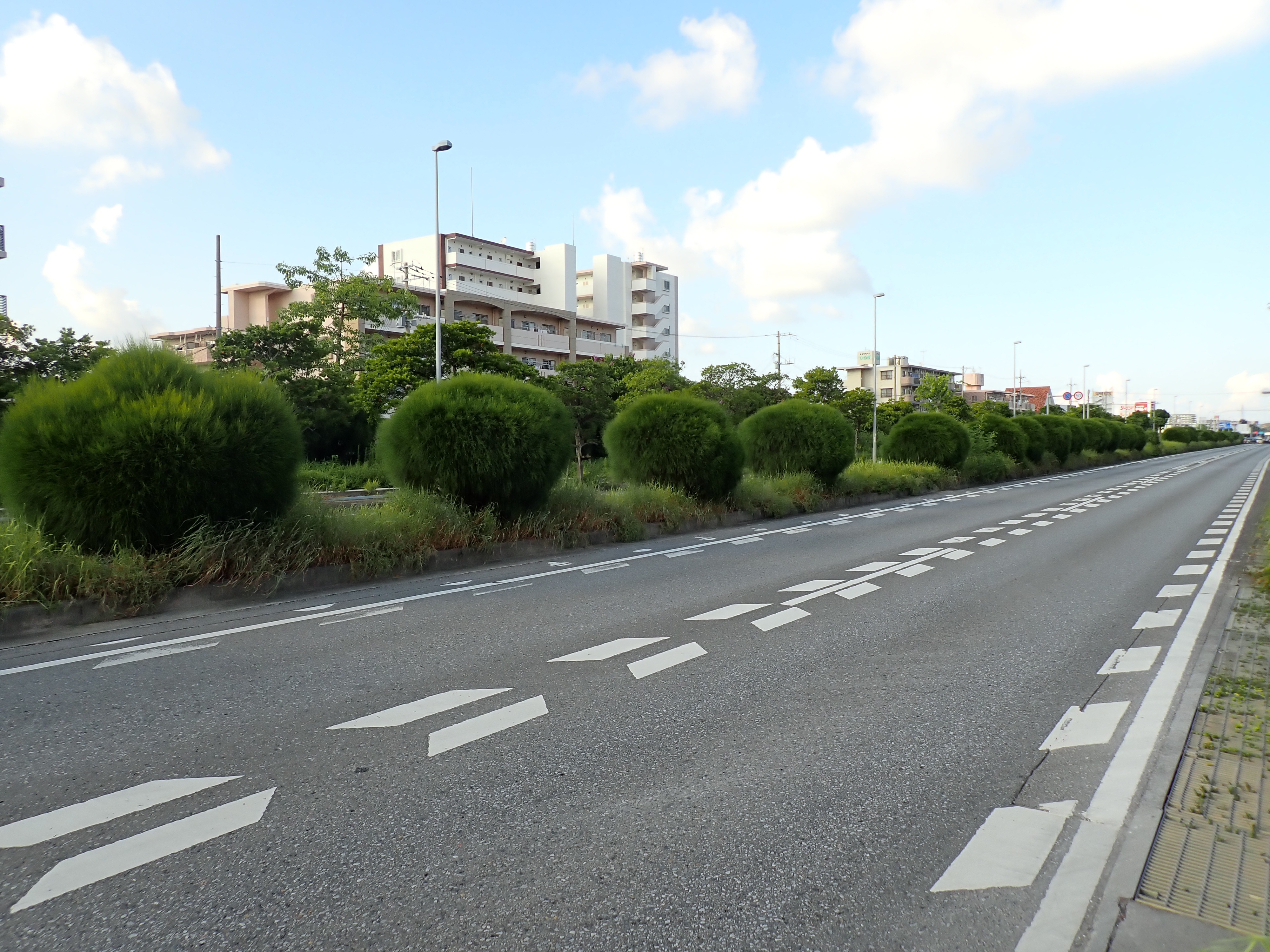
国道58号線の中央分離帯に植栽されたタマモクマオウ（2024年8月 沖縄県名護市内）

タマモクマオウ（学名：Allocasuarina nana）はモクマオウ科の常緑低木。
古くはモクマオウ科はモクマオウ属1属のみとされてきたが、現在は4属に分割されている。本種は1982年にAllocasuarina属へ移された。

## 特徴
モクマオウ科は高木になる種が多いが、本種は種小名nana（矮性）の通り、高さ0.2–2 mほどの玉状の低木となる。雌雄異株。枝長約8 cm、枝の周囲に4–6個の鱗片葉を有する。

## 分布と利用
南東オーストラリア原産で、沖縄県内各地で公園や道路等の植栽に活用されている。